# Institut Ostrom Catalunya
L'Institut Ostrom Catalunya, antigament conegut com a Col·lectiu Catalans Lliures (CCL) és un think tank català nascut com a col·lectiu el 2016, i registrat com a associació el 2018, per introduir el discurs i les propostes liberals en "l'articulació del nou model de país".
L'Institut Ostrom Catalunya s'autodefineix com un pol independent de coneixement, debat i generació d'idees, «compromès amb el pluralisme, els drets civils, les societats obertes, les institucions inclusives i l'economia de lliure mercat» i amb vocació d'incidir de manera determinant en l'opinió pública i les institucions catalanes. L'institut, amb seu a Barcelona, s'erigeix en "una via de participació i influència en el debat social, un pont entre el món acadèmic, la societat civil i els gestors públics per unir esforços amb vista a contribuir al progrés de la societat catalana". No rep subvencions públiques i afirma finançar les seves activitats exclusivament a través del mecenatge privat i les aportacions dels seus socis.
És membre oficial de l'Atlas Network, la xarxa de think tanks liberals més important del món.

## Història
El 20 de setembre del 2016 es va presentar com a col·lectiu amb el nom inicial de Col·lectiu Catalans Lliures a l'Ateneu Barcelonès, en forma de think tank per organitzar cursos, seminaris, conferències i debats; realitzar publicacions, vídeos i informes de recerca i dedicar esforços a la difusió de llarg abast de les idees liberals a través de campanyes i la participació en els mitjans de comunicació.
Algunes de les cares més visibles de l'entitat són l'empresari i músic Eric Herrera (actual president de l'entitat), el científic biomèdic Martí Jiménez, l'economista Roger Medina o l'enginyer i economista Pau Vila.
Al llarg dels darrers anys, han convidat a Barcelona a personalitats com Deirdre McCloskey, catedràtica d'història econòmica a la Universitat d'Illinois a Chicago; Chandran Kukathas, cap del departament de teoria política de la London School of Economics i Stian Westlake, assessor de tres ministres britànics d'innovació.
L'entitat forma part de la xarxa de think tanks Atlas Network, definit com a ultraconservador, de dreta extrema o dreta radical i ultraliberal, activa en més de 100 països per assolir influència global sobre els governs i polítiques públiques. Adopta el nom en referència a l'economista Elinor Olstrom, que paradoxalment, no defensava les polítiques econòmiques d'orientació neoliberal que propugna aquest grup.

## Iniciatives
Durant el 2021, entorn de la discussió política sobre l'harmonització fiscal entre comunitats autònomes a Espanya, va aportar les seves receptes basades en el foment del qual anomenen "competitivitat fiscal", i altres autors "dúmping fiscal". Segons l'Índex Autonòmic de Competitivitat Fiscal (AICF), elaborat pel lobby compost per diferents grups activistes de caràcter neoliberal com l'espanyol Fundación para el Avance de la Libertad i el Tax Foundation de Washington D.C., en col·laboració amb Friedrich Naumann, Fundación Civismo, l'Instituto de Estudios Económicos, la Fundación Juan de Mariana i el mateix Institut Ostrom, Catalunya era la comunitat menys "competitiva i atractiva" per als evasors fiscals, mentre que Madrid era al capdavant de les polítiques fiscals "en benefici de ciutadania i teixit econòmic", referint-se als inversors i empresaris que volen pagar menys impostos.
Durant el 2021, l'Institut Ostrom també va fer altres propostes entorn altres aspectes d'actualitat com les llars compartides, els peatges, les elèctriques públiques o el toc de queda en l'època Covid-19 i l'estat d'alarma que l'emparava, defensant la privatització de la sanitat, la indústria farmacèutica sense control públic, la major desregulació del sector.
Posteriorment, va defensar la supressió dels impostos de Patrimoni i de Successions, així com polítiques fiscals més favorables a les rendes altes, posant com a exemple el govern de la Comunitat de Madrid de Diaz Ayuso; va denunciar les diferents regulacions de l'habitatge i va defensar agilitzar i facilitar els desnonaments. Va criticar la possibilitat d'empreses elèctriques públiques. Va denunciar possibles regulacions en el sector del transport públic, defensant les empreses VTC davant del sector del taxi i el model de plataformes de repartiment a domicili com Glovo, davant les denúncies de precarietat laboral i fraus en la contractació -cas dels «falsos autònoms»-. Ostrom també va defensar l'abaratiment de la indemnització d'acomiadament dels treballadors i la desregulació laboral i va defensar l'ampliació de l'aeroport de Barcelona reclamada per sectors empresarials. En general, ha defensat en informes i articles les mesures econòmiques favorables a l'empresariat, conjuntament amb les organitzacions patronals.
Els seus representants han qualificat de "plebs extractives" els ciutadans treballadors i pensionistes que reben prestacions socials, al mateix temps que l'entitat defensa tots els avantatges fiscals, ajudes i subvencions a empreses i altes rendes, i el finançament públic d'infraestructures per als negocis privats.

## Controvèrsies
El 13 de setembre de 2021, el seu director de Programes i cofundador Alexànder Golovín fou nomenat assessor especial en matèria de polítiques estratègiques del Departament de Recerca i Universitats de la Generalitat de Catalunya. Aquest fet comportà una forta controvèrsia pública entorn del seu perfil liberal, de la seva edat (22 anys) i per no haver acabat els estudis universitaris. L'Institut Ostrom va emetre un comunicat l'endemà desmarcant-se de l'esmentat nomenament:
| «                 | Des de l’Institut ens desvinculem de la decisió empresa per la Conselleria d’Universitats i Recerca i refermem el nostre compromís amb la qualitat institucional. Reivindiquem transitar d’un model de selecció assentat en pautes de confiança i discrecionalitat cap a un que incorpori els principis de publicitat, transparència, competència i aptitud. | » |
| — Institut Ostrom | |   |

En el mateix comunicat l'Institut Ostrom anunciava el nom de la persona que passava a substituir-lo com a director de Programes, càrrec intern que havia tingut durant 5 anys. El 15 de setembre de 2021 el mateix Alexànder Golovín anunciava la seva renúncia al càrrec públic al qual dos dies abans havia estat nomenat.
Aquesta controvèrsia fou seguida d'una altra que, tot i que feia referència a fets anteriors, fou especialment ressaltada posteriorment, entorn d'un suposat suport de l'entitat a la presidenta de la Comunitat de Madrid Isabel Díaz Ayuso, en el marc de l'encàrrec d'un assessorament que Institut Ostrom, junt amb altres entitats, havia rebut per a participar en un informe en matèria fiscal a principis de setembre, pocs dies abans, doncs, en plena discussió política sobre si la Comunitat de Madrid era un "paradís fiscal". En la seva resposta el president de l'institut va posar en relleu el poc sentit que tenia, a parer seu, l'harmonització fiscal que busca el govern central i els seus aliats parlamentaris sobiranistes catalans, en lloc d'apostar per un règim fiscal propi, millor i competitiu, recordava que el 2018 l'institut havia treballat pel Departament d'Economia, però que no havia estat consultat pas ara, i va afegir que:
| «                         | Madrid no és un paradís fiscal. Cal ser curós amb les paraules. A Madrid no han eliminat els impostos principals, com el de societats o l'IRPF. Tampoc té secret bancari. Bàsicament han abaixat l'impost de patrimoni. A Portugal també ho han fet i allí hi governen els socialistes amb els comunistes. | » |
| — Eric Herrera, VozPópuli | |   |